# Arthur Schoenflies
Arthur Moritz Schoenflies (ur. 17 kwietnia 1853 w Landsbergu nad Wartą (obecnie Gorzów Wielkopolski), zm. 27 maja 1928 we Frankfurcie nad Menem) – niemiecki matematyk znany ze swojego wkładu z zastosowania teorii grup w krystalografii.